# St. Kilian
St. Kilian war eine Gemeinde im Landkreis Hildburghausen im fränkisch geprägten Süden von Thüringen, die 2018 in die Stadt Schleusingen eingegliedert wurde. Namensgebend war der gleichnamige Ortsteil.

## Geografie

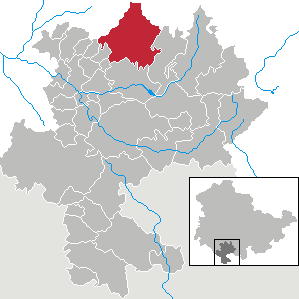
Lage der ehemaligen Gemeinde im Landkreis Hildburghausen

Im Gemeindegebiet lebten 2762 Einwohner (Stand: 31. Dezember 2017) auf 55,57 km². Die Gemeinde St. Kilian lag am Südhang des Thüringer Waldes im UNESCO-Biosphärenreservat Vessertal-Thüringer Wald.
Im Ort Breitenbach mündet die Vesser in den Breitenbach. Ebenfalls in den Breitenbach mündet in St. Kilian die aus Erlau kommende Erle.

### Gemeindegliederung
Ortsteile der Gemeinde waren:
- Altendambach
- Breitenbach
- Erlau
- Hirschbach
- St. Kilian

## Geschichte
Nach einer Bürgerbefragung entstand am 3. Oktober 1991 durch den freiwilligen Zusammenschluss der bis dahin selbstständigen Gemeinden Altendambach, Breitenbach, Erlau, Hirschbach und St. Kilian die Gemeinde St. Kilian. Sie hatte ca. 2815 Einwohner. Hirschbach wurde Verwaltungssitz der Gemeinde.
Seit dem 31. Dezember 2012 war die Stadt Schleusingen erfüllende Gemeinde der Gemeinde St. Kilian. Eine Einwohnerzahl von weniger als 3000 Einwohnern machte dies neben einem nun ehrenamtlichen Bürgermeister notwendig. Am 6. Juli 2018 wurde St. Kilian in die Stadt Schleusingen eingegliedert.

## Politik

### Ehemaliger Gemeinderat
Seit der Kommunalwahl vom 25. Mai 2014 bestand der Gemeinderat aus 14 Ratsmitgliedern. Die Wahl hatte folgendes Ergebnis:
| Partei/Liste | Stimmenanteil | ±     | Sitze | ±   |
| FWG          | 40,1 %        | + 6,0 | 11    | − 1 |
| LINKE        | 36,8 %        | + 3,3 | 3     | ± 0 |
| CDU          | –             | − 9,3 | –     | –   |

### Bürgermeister
Erster und einziger hauptamtlicher Bürgermeister war Willi Büttner (Freie Wähler) von der Gründung der Gemeinde bis Ende Juni 2012.
Auf ihn folgte als ehrenamtlicher Bürgermeister André Henneberg (Freie Wähler).

### Ortsteilbürgermeister
Mit der Eingemeindung nach Schleusingen wurde André Henneberg (Freie Wähler) Ortsteilbürgermeister des Ortsteils St. Kilian.
Auf ihn folgte im Mai 2019 Robin Lützelberger (Freie Wählergemeinschaft Schleusingen).

## Sehenswürdigkeiten

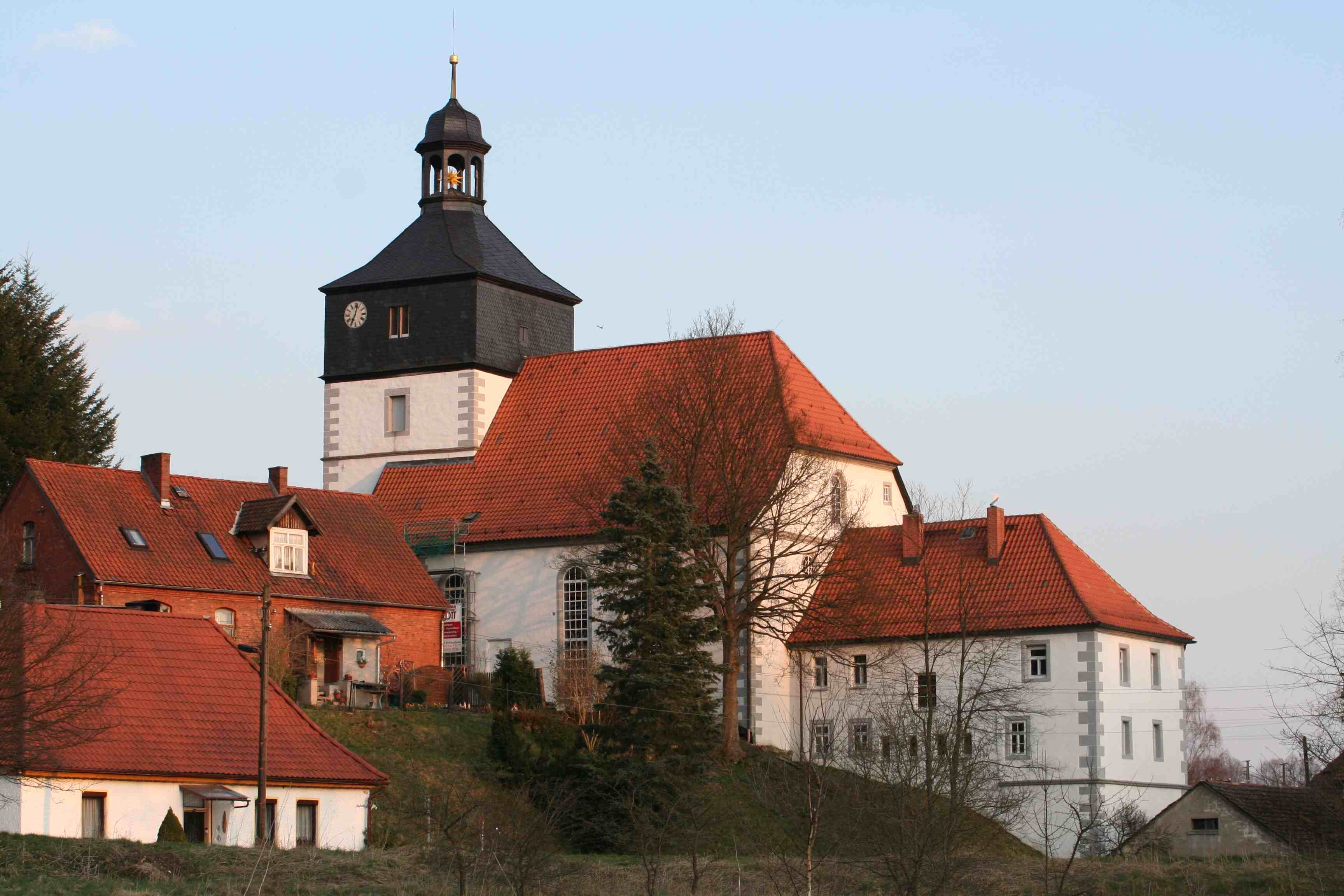
Evangelische Kirche in St. Kilian

- In St. Kilian steht eine gleichnamige Kirche aus dem Jahr 1690.
- In Altendambach befindet sich eine evangelisch-lutherische Kirche, die 1617 geweiht wurde.
- Adlersturm, ein Aussichtsturm auf dem 849,9 m hohen Adlersberg. In unmittelbarer Nähe ist das Stutenhaus ein Infozentrum zum Naturpark Mittlerer Thüringer Wald mit Berghotel.
- UNESCO-Biosphärenreservat Vessertal[2], als „Schönstes Tal Mitteldeutschlands“[3] bezeichnetes Tal zwischen Breitenbach und Vesser lädt mit klaren Bachläufen, naturnahen Mischwäldern und blühenden Wiesen zum Wandern ein. Das 1979 von der UNESCO als erstes Biosphärenreservat Deutschlands anerkannte Areal wurde mehrfach erweitert und ist trägt heute den Namen „UNESCO-Biosphärenreservat Thüringer Wald“.[4]

## Wirtschaft und Infrastruktur
St. Kilian war eine ländliche Wohngemeinde mit Ansiedlung von Gewerbe, Handwerk, Fremdenverkehr und sonstigen Dienstleistungen. Etwa 90 Unternehmen stellten insgesamt 1200 Arbeitsplätze in der Gemeinde zur Verfügung. Größter Arbeitgeber war die Wiegand-Glashüttenwerke GmbH mit dem Werk Schleusingen mit 230 Mitarbeitern (Stand 2011).
Weitere Unternehmen konzentrierten sich auf dem zur Kommune gehörenden Teil des Gewerbegebietes „Friedberg“.

### Verkehr
Direkt durch die Ortschaften St. Kilian, Erlau und Hirschbach führt die Friedbergbahn nach Schleusingen und Suhl, welche 1997 stillgelegt wurde. Jedoch plant ein Museumsbahnverein, die Strecke im Museumsverkehr zu befahren. Der nächstgelegene regulär bediente Bahnhof befindet sich in Suhl und bietet nahezu stündliche Verbindungen nach Erfurt sowie Meiningen und Würzburg.
Durch Erlau und Hirschbach verkehrt die Linie 200 der WerraBus GmbH, die wochentags stündliche Verbindungen nach Suhl und Schleusingen bietet. Die Buslinie 809 verband bis 2019 unregelmäßig alle Ortschaften des Ortsteils untereinander sowie mit Schleusingen und Hinternah/Schleusingerneundorf, verkehrte jedoch nicht am Wochenende.